# Шуберт, Фридрих Карл
Фридрих Карл Шуберт (1832—1892) — немецкий драматург, писатель
, литературный критик. 
Родился в Мюнхене. На протяжении 20 лет служил в баварской артиллерии, имел звание капитана, однако затем уволился со службы и стал жить литературным трудом.
Из его драматических произведений наиболее примечательны: «Moritz von Sachsen» (Аугсбург, 1864); «Der deutsche Bauernkrieg» (1883; поставлено в Мюнхене под заглавием «Florian Geyer»); «Wlasta, oder der Mägdekrieg» (1874); «Napoleon I» (Мюнхен, 1882); «Drei Küsse» (1880); «Vom Regen in die Traufe», переделка из Кальдерона (1873). Ему же принадлежат романы: «Und sie bewegt sich doch» (1870); «Die Jagd nach dem Glücke» (1873); «Wlasta» (1875) и многочисленные повести, напечатанные в разных периодических изданиях.